# Въоръжени сили на Азербайджан
Въоръжените сили на Азербайджан включват Азербайджанската национална армия (на азербайджански: Azərbaycan Milli Ordusu), съставена от СВ, ВВС и ВМС, Службата за гранична охрана (Dövlət Sərhəd Xidməti) и нейната Морска бригада, известна и като Бреговата охрана, подчинена на Министерството на отбраната (Azərbaycan Respublikası Müdafiə Nazirliyi) и отделни войски, подчинени на други ведомства извън министерството на отбраната (като Азербайджанска Национална Гвардия (Azərbaycan Milli Qvardiyası), структура на Специалната служба за държавна сигурност на Република Азербайджан (Azərbaycan Respublikası Xüsusi Dövlət Mühafizə Xidməti, наследник на КГБ на Азербайджанската ССР), Вътрешните войски на Република Азербайджан (Azərbaycan Respublikası Daxili Qoşunları) на Министерството на вътрешните работи), Министерството на извънредните ситуации и гражданската защита и т.н.

## История
Азербайджан е в контактната зона между Османската и Персийската империя и векове е арена на борба между двете за вземане на надмощие над региона, с променлив успех и влияние. С експанзията на Руската империя в посока Кавказ се намесва нов мощен фактор в борбата за региона. Едва в края на Първата световна война се създават условия за отделяне на азерите в суверена държава. Османската империя е в губещия лагер и е изправена пред окончателния си разпад с провокираното от британците въстание на арабите (Лорънс Арабски) и (според Младотурците) провокирано от Русия въстание на арменците в границите на Империята. Самата Руска империя е излязла от войната като губеща страна, царската власт е премахната, а Временното правителство на свой ред е свалено от болшевиките. Персия на свой ред е слаба и дошлият на власт чрез преврат шах Али Реза Пахлави тепърва предприема реформи за модернизация и укрепване на отслабената държава. Територията е в състава на Руската империя от повече от 100 години и когато Империята изпада в хаос азерските политически дейци около Мамад Амин Расулзаде използват възможността да се отделят, както правят украинците, фините, балтийските и други народи. На 28 май 1918 в Баку е провъзгласена Азербайджанската демократична република. За краткото си съществуване от по-малко от две години републиката предприема сериозни стъпки към държавно строителство, установяване на международни отношения и изграждане на въоръжени сили. Армията на АДР е смятана за предшественик на съвременната Азербайджанска национална армия, а генерал от артилерията Самад бей Мехмандаров (бивш генерал на царската руска армия и военен министър на Републиката) е считан за неин баща, в тясно сътрудничество с генерал-лейтенант Али-Ага Шиклински, неговия заместник. Още от създаването си Републиката е във война с арменците, в контекста на междурелигиозното напрежение в региона около Арменския геноцид и тръгналата по пътя на гражданската война Русия. Местните болшевики, меншевики и есери подкрепят арменците, а османски войскови подразделения – азерите. Така докато основната част на Азербайджанската армия се сражава с арменците в Карабахския регион, на 28 април 1920 г. болшевиките нахлуват в Републиката, за да възстановят властта на Русия върху територията. Слабата съпротива на азерите е преодоляна бързо и сравнително безкръвно. Въпреки това за краткия период на своето съществуване азерската армия губи около 20 000 от своите 30 000 бойци, което е огромен брой. От 21 генерали в азерската армия болшевиките арестуват 15, макар повечето от тях да са освободени в рамките на месеци и след това заемат постове в Червената армия. 
Още в деня на болшевишкото нахлуване Азербайджанската народна република е трансформирана в Азербайджанска съветска социалистическа република (Азербайджанская ССР), с Революционен комитет на Азербайджанската ССР начело. На същия 28 април 1920 г. е образуван Народен комисариат по военните и морските дела на Азербайджанската ССР, подчинен на 11-а Армия на Революционния военен съвет (военното министерство на РСФСР, оглавявано от Лев Троцки). През май 1921 г. 11-а Армия е преименувана на Отделна Кавказка Армия. От остатъците на Армията на АДР е сформирована 1-ва Сборна азербайджанска дивизия. На 29 октомври Азербайджанската червена армия е переименувана на „Азербайджанска стрелкова планинска дивизия на името на Серго Орджоникидзе“, и така става първата национална дивизиея в състава на РККА (Работническо-селската червена армия).
ВМС на Азербайджанската ДР поддържа нахлуването на болшевиките и са преименувани на „Червен флот на Съветски Азербайджан“ (ЧФСА). На 1 май кораби на Волжко-каспийската военна флотилия акостират в Баку и с обединяването им с ЧФСА е създаден Каспийски военен флот в състав от 3 спомогателни крайцера, 10 миноносци, 4 подводни лодки и други спомагателни кораби.
С нахлуването на Вермахта в СССР на 22 юни 1941 г. (Операция „Барбароса“) започва Великата отечествена война за Съветския съюз.
На територията на Азербайджанската ССР са формирани:
Подразделения:
- 87 батальона
- 1123 отряда за самоотбрана

Съединения:
- 77-а стрелкова дивизия
- 223-та стрелкова дивизия
- 396-а стрелкова дивизия
- 402-ра стрелкова дивизия
- 416-а стрелкова дивизия

Освен това следните съединения също включват голям брой азери:
- 76-а планинскострелкова червенознаменна дивизия на името на К. Е. Ворошилов (по-късно 51-ва Гвардейска стрелкова таганрогска, носител на ордена Ленин, червенознаменна, носител на ордена Суворов, дивизия)
- 227-а стрелкова червенознаменна темрюкска дивизия
- 271-ва стрелкова горловска червенознаменна, носител на ордена Богдан Хмелницки, дивизия,

При общо население 3,4 млн. души (към 1941 г.) в Азербайджанската ССР на фронта са мобилизирани 681 хил. души, вкл. 10 хил. жени. От тях загиват около 300 хил. Азерските военнослужещи се сражават основно за Брестката крепост, в отбраната на Ленинград, Москва, Битката за Сталинград, Битката за Кавказ, при Курската дъга, на Кримския полуострове, в освобождението на Прибалтика и Източна Европа, както и в Битката за Берлин.
След края на Втората световна война са сформирани нови военни окръзи на Съветската армия. Територията на Азербайджанската ССР влиза в състава на Червенознаменния закавказки военен окръг (Краснознамённый Закавказский военный округ (ЗакВО)) с щаб в Тбилиси, Грузинска ССР. На територията на Азербайджанската ССР е развърната 4-та Общовойскова армия с щаб в Баку, както и подразделения на директно окръжно подчинение. В Азербайджанската ССР са базирани и подразделения на въздушната армия на окръга – 34-та Въздушна армия (34-я Воздушная армия Закавказского военного округа). Противовъздушната отбрана на Страната, която е вид въоръжени сили, отделен от ВВС, е развърнала Червенознаменния бакински окръг за ПВО (Краснознамённый Бакинский о́круг ПВО) с щаб в Баку за ПВО на югозападните територии на Съветския съюз.
Към 1990 г. на територията на Азербайджанската ССР са разположени следните въоръжени сили на Съветския съюз:
ЗАКАВКАЗКИ ВОЕНЕН ОКРЪГ (Щаб в Тбилиси, Грузинска ССР)
- 4-та общовойскова армия (Щаб в Баку)
  - 23-та гвардейска мотострелкова бранденбургска, носител на ордена Ленин, червенознаменна, носител на ордена Суворов дивизия (Шъмкир)
  - 60-а мотострелкова дивизия (Лънкъран)
  - 295-а мотострелкова херсонска, носител на ордена Ленин, червенознаменна, носител на ордена Суворов дивизия (Баку)
  - части на армейско подчинение
- части на окръжно подчинение
- 34-та въздушна армия на Закавказкия военен окръг (Тбилиси, Грузинска ССР)
  - 36-а Бомбардировъчна авиодивизия (Большие Шираки, Грузинска ССР)
    - 976-и Инстербургски, носител на орден Суворов и орден Кутузов бомбардировъчен авиополк (Кюрдамир)
    - 34-ти Бомбардиръвочен авиополк (Кировабад (днес Гянджа)) (разформирован през октомври 1989 г.)

  - 80-и Отделен щурмови авиополк (Ситалчай)
  - 882-ри Отделен тилзитски разузнавателен авиополк (Далляр)
  - 300-на Отделна смесена авиоескадрила (Кала)

Каспийска флотилия на ВМФ на СССР (Баку)
19-а отделна червенознаменна армия за ПВО (6 ОКА ПВО) (щаб в Тбилиси, Грузинска ССР)
- 97-а дивизия за ПВО (Алят, Баку)
  - 82-ри изтребителен авиополк за ПВО (Насосная) МиГ-25ПДС
  - 128-а зенитно-ракетна бригада (Ейря)
  - 129-а зенитно-ракетна бригада (Сангачал)
  - 190-а Зенитно-ракетна бригада (Мингечаур)
  - 2-ра радио-техническа бригада (Алятъ, Баку)
  - 203-ти Център за свръзка и управление (Алятъ, Баку)

Още в края на 80-те години на ХХ век преди Съветският съюз да се разпадне се възобновява кръвопролитният междуетнически конфликт между азери и арменци. Разместванията на етнически маси през предходните векове оставя компактно население на едната народност върху земи, считани за исторически свързани с другата. Така се обособяват азерският анклав Нахичеван и арменската общност в Нагорни Карабах. В условията на „Гласност“ арменците живеещи в Нагорни Карабах – автономна област в рамките на Азербайджанската ССР, но с арменско мнозинство от над 90%, отправят петиции за извеждането на облстта от границите на Азербайджанската република. Същевременно Генералният секретар на Азербайджанската комунистическа партия Гайдар Алиев (впоследствие първият президент на възстановения независим Азербайджан и баща на настоящия президент Илхам Алиев) предприема мерки за масово заселване на етнически азери в областта, за да промени етническия ѝ състав, намалявайки мнозинството на арменците до 2/3. Интелектуалци както в Съветския съюз, така и извън него изразяват твърда подкрепа за каузата на арменците.
До края на 1987 г. двете страни се придържат към протести, стачки и задочни спорове между интелектуалци и учени, подкрепяйки претенциите на съответната общност, но азерите заявяват за случаи на прогонени от селата Гапан и Мегри в Карабах азерски семейства, изнасилване на три азерски стажантки в болницата в Степанакерт (столицата на Нагорни Карабах) от страна на арменци на 20 февруари 1988 г. В сблъсък между азери и арменци край Аскеран на 22 февруари загиват двама азерски младежи. Жертвите край Аскеран водят до погром от страна на азери на 27 февруари в Сумгаит (на 25 км от Баку) срещу арменци, живеещи в Азербайджан. Жертви стават 26 арменци и 6 азери. Погромът над арменското население продължава три дни с убийства, изнасилвания и осакатявания без реакция от азерските държавни органи на Азербайджанската ССР. Централната власт в Москва се принуждава да изпрати вътрешни войски от други райони извън Азерската ССР, които да се справят със ситуацията. Арменската общност напуска града. На 23 март Върховният съвет на СССР отхвърля апела а арменците Нагорни Карабах да бъде изведен от състава на Азербайджанската ССР и това допълнително нажежава обстановката. Москва се вижда принудена да прати в Арменската ССР допълнителнои вътрешни войски. В края на 1988 г. Армения е ударена от мощно земетресение и това допълнително изостря хуманитарната криза. Сблъсъците между двете общности се изострят още повече и Москва се оказва напълно неподготвена да прекрати конфликта.
В началото на 1990 г. вече започват боеве между арменски и азерски паравоенни групи. Съветската армия се намесва в конфликта по границата в средата на 1990 г. с мотострелкови сили, артилерия и бойни вертолети, заставайки между двете враждуващи страни. През 1991 г. Съветският съюз вече уверено върви към разпад и раздира от широкомащабни проблеми не е в състояние да орегулира нагорнокарабахския конфликт. Новоизбраните президенти на РСФСР Борис Елцин и на Казахската ССР Нурсултан Назърбаев правят опит да помирят страните през септември 1991 г., но паравоенните сили от двете страни са извън всякакъв контрол и боевете продължават със засилващ се интензитет.
На 20 февруари 1988 г. Съветът на Нагорно-Карабахската Автономна Област гласува за отделянето на областта от Азербайджанската ССР и присъединяването ѝ към Арменската ССР. Това решение е отменено от Върховния президиум на СССР, но след време, когато Азербайджанската ССР декларира отделянето си от Съветския съюз и отнема автономния статут на Нагорно-Карабах, регионалните власти организират референдум за отделянето на областта от Азербайджан и обединяването ѝ с Армения, на който огромното арменско мнозинство на жителите в областта гласува монолитно в подкрепа на тези действия.
Военният баланс между арменците и азерите е твърдо в полза на Азербайджан по отношение на въоръжението, боеприпасите и техниката по обективни причини. По времето на Студената война военните планове на Закавказкия военен окръг предвиждат като основен противник натовската турска армия, а за основен потенциален фронт между двете. е определена Арменската ССР. Тъй като в началото на евентуален широкомащабен военен конфликт между двата блока се очаква начална маневрена фаза, във фронтовата полоса от около 200 километра от двете страни са разполагани мобилни войскови части (предимно сухопътни) и не се изграждат големи стационарни военни обекти като главни авиобази. Такова е положението от турска страна, такова е и от съветска. В нейния случай това означава, че основните бойни авиационни подразделения на Закавказкия ВО са разположени в Грузинската и Азербайджанската ССР. По същата причина на арменска територия няма големи бази за съхранение на боеприпаси. Артилерийските боезапаси на територията на Арменската ССР възлизат на 500 товарни вагона, докато тези в Азербайджанската ССР са над 11 000 вагона (на азербайджанска територия е разположен 49-и Арсенал за съхранение на боеприпаси на ГРАУ).  Армения наследява от разфоривонатено на Съветската армия три мотострелкови дивизии, докато Азербайджан наследява пет дивизии, бойна авиация и огромния арсенал. Наред с това нововъзстановената азерска държава може да разчита на финансовите постъпления от каспийските си нефтени находища, с които да закупи допълнителни количества въоръжение и техника на нововъзникналия черен пазар за оръжие в бившия вече Съветски съюз.
Пълномащабни военни действия между новоизлюпените суверенни републики Армения и Азербайджан избухват скоро след разпада на СССР (в полунощ на 31 декември 1991 г. срещу 1 януари 1992 г. Съюзът прекратява съществуването си, сраженията започват в късната зима). Опитите на няколко организации (сред които основно Организацията за сигурност и сътрудничество в Европа и Съветът за сигурност на ООН) да орегулират по мирен път междуетническия конфликт се оказват напълно безуспешни. За близо трите години пълномащабен военен конфликт между Армения и Азербайджан арменците запазват контрола над Нагорно-Карабах и дори окупират ограничени територии извън границите му. Около 230 000 азербайджански арменци и 800 000 арменски и карабахски азери се изселват. През май 1994 г. Москва и Минската група на ОССЕ договарят примирие между двете воюващи страни, но враждебността и напрежението между тях се запазват до днес.
След договарянето на крехкия мир между арменците и азерите спорадично избухват ограничени престрелки между тях. В тях според данни, непотвърдени от независим източник, загиват до 3000 войника от двете страни. През 2008 г. тяхната интензивност се засилва., с нов връх през 2014 г. Между 1 и 5 април 2016 г. избухват нови престрелки в района на Нагорно-Карабах, които вземат 27 жертви и 26 безследно изчезнали от арменска и 28 жертви от азерска., както и четири арменски и две азерски цивилни жертви.
Азербайджанската национална армия участва също така с контингенти в международни мироопазващи операции, като тези в Босна и Херцеговина, Косово и Афганистан.

## Командна организация
МИНИСТЕРСТВО НА ОТБРАНАТА НА РЕПУБЛИКА АЗЕРБАЙДЖАН
(Azərbaycan Respublikası Müdafiə Nazirliyi) (Баку)
Генерален щаб на въоръжените сили(Silahlı Qüvvələrinin Baş Qərargah)
- Азербайджанска национална армия (Azərbaycan Milli Ordusu)
  - Сухопътни войски на Азербайджанските въоръжени сили (Azərbaycan Silahlı Qüvvələri Quru Qoşunları)
  - Азербайджански военновъздушни сили (Azərbaycan hərbi hava Qüvvələri)
  - Азербайджански военноморски сили (Azərbaycan Hərbi Dəniz Qüvvələri)
- Държавна гранична служба на Република Азербайджан (Azərbaycan Respublikası Dövlət Sərhəd Xidməti)

СПЕЦИАЛНА СЛУЖБА ЗА ДЪРЖАВНА СИГУРНОСТ НА РЕПУБЛИКА АЗЕРБАЙДЖАН
(Azərbaycan Respublikasının Xüsusi Dövlət Mühafizə Xidməti) (Баку) (подчинена директно на Президента)
- Азербайджанска национална гвардия (Azərbaycan Milli Qvardiyası) [31]

МИНИСТЕРСТВО НА ВЪТРЕШНИТЕ РАБОТИ НА РЕПУБЛИКА АЗЕРБАЙДЖАН
(Azərbaycan Respublikası Daxili İşlər Nazirliyi) (Баку)
- Вътрешни войски на Република Азербайджан (Azərbaycan Respublikası Daxili Qoşunları)

МИНИСТЕРСТВО НА НАЦИОНАЛНАТА СИГУРНОСТ НА РЕПУБЛИКА АЗЕРБАЙДЖАН
(Azərbaycan Respublikası Milli Təhlukəsizlik Nazirliyi) (Баку)
- Разузнаване
- Контраразузнаване
- Военно контраразузнаване

Докато формално всички тези структури са част от въоръжените сили с отбраната на суверенитета и териториалната цялост на Републиката е натоварена Азербайджанската национална армия (подкрепяна частично от Граничната служба), а останалите структури (включително и Граничната служба) отговарят за националната сигурност, охраната на критичната инфраструктура, контратероризма и т.н.

## Азербайджанска национална армия
Информацията относно щатната структура на въоръжените сили на Азербайджан е особено оскъдна и трудна за потвърждение. Основно тя идва от изследователски институти за външна политика и политика на сигурност, разглеждащи детайлно Кавказкия регион.
Според нея гражданският контрол върху Армията се осъществява от Министерството на отбраната, за което е обичайно да бъде оглавявано от висш военен офицер със звание генерал-полковник. На подчинение на Министерството е Генералният щаб на Въоръжените сили, оглавяван от офицер със същото звание.
МИНИСТЕРСТВО НА ОТБРАНАТА НА РЕПУБЛИКА АЗЕРБАЙДЖАН (Azərbaycan Respublikası Müdafiə Nazirliyi) (Баку)
- Генерален щаб на въоръжените сили(Silahlı Qüvvələrinin Baş Qərargah)[32]
  - Батальон „Спецназ“ на МО („Сини Барети“)
  - Сухопътни войски на Азербайджанските въоръжени сили (Azərbaycan Silahlı Qüvvələri Quru Qoşunları)[33]
    - Свързочна бригада (Баку)
    - 1-ви Армейски корпус (Бардъ)
      - основни сили 6 мотострелкови бригади (1-ва, 3-та, 9-а, 10-а, 15-а, 17-а)

    - 2-ри Армейски корпус (Бейлаган)
      - основни сили 5 мотострелкови бригади (2-ра, 4-та, 6-а, 8-а, 18-а)

    - 3-ти Армейски корпус (Шамкир)
      - основни сили 5 мотострелкови бригади (7-а, 11-а, 12-а, 16-а, 19-а)

    - 4-ти Армейски корпус (Баку)
      - основни сили 3 мотострелкови бригади

    - 5-и Армейски корпус (Нахичеван)
      - основни сили 3 мотострелкови бригади

    - на пряко подчинение на Командването на СВ
      - Танкова бригада
      - Въздушнодесантна бригада
      - Бригади планинска пехота
      - 4 артилерийски бригади
      - Артилерийска бригада РСЗО
      - 2-ра Артилерийска противотанкова бригада
      - Инженерна бригада
      - Логистична бригада

  - Азербайджански военновъздушни сили (Azərbaycan hərbi hava Qüvvələri)[34][35]
    - Военновъздушни сили
      - Авиобаза Насосная (Сумкаит)
        - 408-а Изтребителна авиоескадрила (МиГ-29мод. /УБ)

      - Авиобаза Кюрдамир (Кюрдамир)
        - 411-а Изтребително-бомбардировъчна авиоескадрила (Су-25/УБ)
        - Учебна самолетна авиоескадрила (L-39ZA, Як-52)
        - 115-и Учебен център на зенитно-ракетните войски

      - Авиобаза Гянджа (Гянджа)
        - Военнотранспортна авиоескадрила
        - Авиоремонтен завод

      - Авиобаза Гала (Баку)
        - 843-ти Вертолетен авиополк
        - Летищен инженерен батальон
        - Отделен свързочен батальон

      - Авиобаза Даляр (Шамкир)
        - 422-ра Разузнавателна авиоескадрила (безпилотни летателни апарати)

      - Авиобаза Ситалчай (Ситалчай)
      - Авиобаза Ленкоран (Ленкоран)
      - Авиобаза Нахичеван (Нахичеван)

    - Противовъздушна отбрана
      - 4 зенитноракетни бригади (в Геранбой, Бардъ, Гиндарх и Сангачалы)
      - 1 зенитно-ракетен полк
      - 2 отделни радиотехнически батальона

  - Азербайджански военноморски сили (Azərbaycan Hərbi Dəniz Qüvvələri)
    - ВМБ Баку (основна база и щаб на ВМС)
      - Бригада надводных кораблей
        - Дивизион за охрана на водния район
        - Дивизион десантни кораби
        - Дивизион миночистачи
        - Дивизион съдове за търсене и спасяване
        - Дивизион учебни съдове

      - Брегова охрана на Азербайджан (Морска бригада на граничната служба, прикрепена оперативно към ВМС)
        - Бригада патрулни кораби

    - ВМБ Зъх (морска пехота и специални сили)
      - Морска диверсионно-разузнавателна бригада
      - Батальон морской пехоты
      - Отделен отряд спомогателни съдове

    - Информационно-аналитичен център
    - Военен кораборемонтен завод (ВМБ Баку)
    - Азербайджанско висше военноморско училище
    - Учебен център на ВМС на Азербайджан

- Държавна гранична служба на Република Азербайджан (Azərbaycan Respublikası Dövlət Sərhəd Xidməti)

## Военни звания
| Сухопътни войски Военновъздушни сили | Сухопътни войски Военновъздушни сили | Военноморски сили       | Военноморски сили        |
| Висш офицерски състав                | Висш офицерски състав                | Висш офицерски състав   | Висш офицерски състав    |
| ------------------------------------ | ------------------------------------ | ----------------------- | ------------------------ |
| Генерал-полковник                    | General-Polkovnik                    | Адмирал                 | Admiral                  |
| Генерал-лейтенант                    | General-Leytenant                    | Вицеадмирал             | Vitse-Admiral            |
| Генерал-майор                        | General-Mayor                        | Контраадмирал           | Kontr-Admiral            |
| Старши офицерски състав              |                                      |                         |                          |
| Полковник                            | Polkovnik                            | Капитан I ранг          | Birinci Dərəcəli Kapitan |
| Подполковник                         | Polkovnik-Leytenant                  | Капитан II ранг         | İkinci Dərəcəli Kapitan  |
| Майор                                | Mayor                                | Капитан III ранг        | Üçüncü Dərəcəli Kapitan  |
| Младши офицерски състав              |                                      |                         |                          |
| Капитан                              | Kapitan                              | Капитан-лейтенант       | Kapitan-Leytenant        |
| Старши лейтенант                     | Baş Leytenant                        | Старши лейтенант        | Baş Leytenant            |
| Лейтенант                            | Leytenant                            | Лейтенант               | Leytenant                |
| Младши лейтенант                     | Kiçik Leytenant                      | Младши лейтенант        | Kiçik Leytenant          |
| Подофицерски състав                  |                                      |                         |                          |
| Старши старшина                      | Baş Gizir                            | Старши мичман           | Baş Miçman               |
| Старшина                             | Gizir                                | Мичман                  | Miçman                   |
| Младши старшина                      | Kiçik Gizir                          | Главен корабен старшина |                          |
| Старши сержант                       | Baş Çavuş                            | Старшина I клас         | Birinci Starşina         |
| Сержант                              | Çavuş                                | Старшина II клас        | İkinci Starşina          |
| Младши сержант                       | Kiçik Çavuş                          | Старшина III клас       | Üçüncü Starşina          |
| Войнишки състав                      |                                      |                         |                          |
| Ефрейтор                             | Baş Əsgər                            | Старши матрос           | Baş Dənizçi              |
| Редник                               | Əsgər                                | Матрос                  | Dənizçi                  |